# P5000
P5000 var en  DR kanal på DAB.
Kanalen gik i luften tirsdag den 18. november 2008.. Den var henvendt til "de ældste unge og de yngste voksne". Mascha Vang, Anders Stjernholm og Emil Thorup var værter. Man kunne høre dem på alle hverdage mellem 14 og 18. DJ'en Morten Breum var P5000s egen hus-dj, mens der var ren musik om natten og den tidlige morgen, om formiddagen og den tidlige eftermiddag var der non-stop musik, kun mikset af diverse nyhedsudsendelser fra DRs kanal P4 og trafikmeldinger fra Vejdirektoratet.
Kanalen blev lukket ned 1. januar 2011.